# The Traffic Cop (film 1926)
The Traffic Cop è un film muto del 1926 diretto da Harry Garson. Sceneggiato da John Grey, James Gruen e Rob Wagner su un soggetto di Gerald Beaumont, aveva come interpreti Lefty Flynn, Kathleen Myers, James A. Marcus, Adele Farrington, Ray Ripley, Nigel Barrie.

## Trama
Joe Regan è un brav'uomo, gentile e premuroso, che lavora come poliziotto addetto al traffico. Un giorno, dopo avere preso dei regali per Jerry Murphy, un ragazzo di cui ha la tutela, arrivato a casa viene a sapere che Jerry è rimasto vittima di un incidente, investito da un'automobile. I medici che lo hanno in cura consigliano di portarlo al mare. I due si recano in una località balneare dove Joe incontra e si innamora di Alicia Davidson. Ma la madre di lei non è contenta di quella relazione, disapprovando la bassa estrazione sociale del poliziotto. Però, quando Joe salva l'intera famiglia Davidson da morte certa quando i freni della loro auto si guastano su una strada di montagna, la signora Davidson, grata, dà finalmente il suo consenso al matrimonio della figlia con l'umile agente del traffico.

## Produzione
Il film fu prodotto dalla Robertson-Cole Pictures Corporation.

## Distribuzione
Il copyright del film, richiesto dalla R-C Pictures Corp., fu registrato il 17 gennaio 1926 con il numero LP22339. Lo stesso giorno, distribuito dalla Film Booking Offices of America, il film uscì nelle sale statunitensi.
Non si conoscono copie ancora esistenti della pellicola che viene considerata presumibilmente perduta.